# Siricoidea
Siricoidea  (лат.) — надсемейство рогохвостов из подотряда Сидячебрюхие отряда Перепончатокрылые насекомые. Более 100 видов.

## Значение
Фитофаги (ксилофаги), многие виды являются вредителями сельскохозяйственных и лесных культур.

## Распространение
Встречаются повсеместно.

## Классификация
Древняя группа, известная с мезозойской эры и включающая много ископаемых родов, подсемейств и семейств. Семейство Praesiricidae ранее относили к надсемейству Siricoidea, но в последнее время включают в Pamphilioidea.
Семейство Anaxyelidae ранее включалось в состав группы Xyeloidea.
- Siricoidea
  - Anaxyelidae Martynov, 1925 — 16 родов и более 30 видов
    - †Anaxyelinae Martynov, 1925 — 8 родов и 20 видов (†Anasyntexis Rasnitsyn, 1968 — †Anaxyela Martynov, 1925 — †Brachysyntexis Rasnitsyn, 1969 — †Kulbastavia Rasnitsyn, 1968 — †Sphenosyntexis Rasnitsyn, 1969 — †Syntexyela Rasnitsyn, 1968 — †Urosyntexis Rasnitsyn, 1968)
    - †Dolichostigmatinae Rasnitsyn, 1968 — 1 вид (†Dolichostigma Rasnitsyn, 1968)
    - †Kempendajinae Rasnitsyn, 1980 (Kempendaja Rasnitsyn, 1968)
    - Syntexinae Benson, 1935 — 4 рода и 10 видов (Syntexis Rohwer, 1915, †Cretosyntexis, †Eosyntexis Rasnitsyn, 1990, †Eosyntexis senilis Rasnitsyn, 1990)

  - †Beipiaosiricidae — 1 вид (Beipiaosirex Hong, 1984)
  - †Daohugoidae Rasnitsyn and Zhang, 2004 [3]
    - Daohugoa tobiasi Rasnitsyn and Zhang, 2004 — Юрский период (Китай)
    - Daohugoa rasnitsyni Ding and Zhang, 2016 — Юрский период (Китай)

  - Praesiricidae Rasnitsyn, 1968 — 4 рода и 4 вида (Aulidontes, Praesirex, Xyelydontes, Archoxyelyda mirabilis и другие)[2]
  - †Protosiricidae — 1 вид
  - †Pseudosiricidae Handlirsch, 1906 — около 16 видов и около 5 родов, включая некоторых, как позднее выяснилось, муравьёв: Eoponera Carpenter, 1929, Formicium Westwood 1854, Megapterites Cockerell, Myrmicium Westwood 1854, Shurabisca Rasnitsyn 1968 (в Pseudosiricidae их включил Carpenter в 1992).
  - †Sinosiricidae — 1 вид (Sinosirex Hong, 1975)
  - Siricidae Billberg, 1820 — 20 родов и около 120 видов (из вымерших: Aulisca Rasnitsyn 1968, Eosirex Piton 1940, Eoxeris Maa 1949, Megaulisca Rasnitsyn 1968, Megura Rasnitsyn 1968, Sirex Linne 1761, Tremex Jurine, 1807 и др.)
    - Auliscinae — 3 рода и 4 вида
    - Siricinae — 8 родов и 65 видов
    - Tremicinae — 4 рода и 49 видов

  - †Gigasiricidae Rasnitsyn, 1968 — (Gigasirex Rasnitsyn, 1968, Protosirex xyelopterus Rasnitsyn, 1969, Liasirex Rasnitsyn, 1968, Protosirex Rasnitsyn, 1969), или как Gigasiricinae в Siricidae